# جائزة إيطاليا الكبرى 1964
جائزة إيطاليا الكبرى 1964 هو سباق فورمولا 1 أقيم بتاريخ 6 سبتمبر 1964 في حلبة مونزا، إيطاليا. كان الثامن من أصل 10 في بطولة العالم لسباقات الفورمولا واحد موسم 1964. حلّ البريطاني جون سورتيس أولا بينما جاء بروس ماكلارين في المركز الثاني وحصل على المركز الثالث الإيطالي لورينزو بانديني.